# 深圳公交E12路
已取消的深圳公交E12路，是从大梅沙海滨总站往来香梅北总站的快线公交，由深圳巴士集团股份有限公司运营。

## 线路简介
- 深圳公交E12路由深圳巴士集团股份有限公司营运。
- E12路从大梅沙海滨总站开往安托山充电站，全长38.6公里，配车4台，车型为金旅客车XML6770C空调中巴，单程行驶时间约为60分钟（顺畅）或70-80分钟（堵车）
- 服务时间：大梅沙7:00-19:30  香梅北8:00-20:30
- 大梅沙发车时间(仅供参考)：7:00 7:30 8:00 8:40 10:00 12:00 14:00 16:00 17:00 17:30 18:05 19:30
- 香梅北发车时间(仅供参考)：8:00 8:30 9:00 9:40 11:00 13:00 15:00 17:00 18:00 18:30 19:05 20:30
- 发车间隔：30-120分钟一班

## 途径站点
- 往香梅北方向：大梅沙海滨总站 - 中兴通讯学院 - 梅沙医院 - 罗湖体育馆 - 留医部① - 帝豪酒店① - 体育馆② - 公交大厦 - 景新花园 - 福田外语学校西 - 香梅北总站(11站)

- 往大梅沙方向：香梅北总站 - 福田外语学校西 - 景新花园 - 公交大厦 - 体育馆② - 帝豪酒店① - 留医部2 - 罗湖体育馆 - 梅沙医院 - 大梅沙海滨总站(10站)

## 历史
- 深圳公交E12路快线于2009年9月30日开通，新闻报道配车数为8台，当时用车为XMQ6112E2S。[1]
- 2010年中，E12路快线部分车辆运营到了年限，必须强制报废，再加上E12路线客流小，导致E12路快线配车数减少为2台。
- 2010年9月，E13路快线用车全线报废，E12路中的一台车转配E13路，造成E12路快线只有一台车。
- 2010年11月，新闻报道了深圳的E12、E13路快线只有一台车，深圳巴士集团股份有限公司第二分公司从J1路调车，平峰期跑E12路。[2]
- 2011年4月16日，E1路开始使用KLQ6119QE3运营，E1剩下的XML6700C调出本线，E12路增加3台运力，即日起中午J1路的支援车取消支援E12路。
- 2011年8月，深圳巴士集团二分公司捷运车队购入8台SLK6753UF5G来替换掉原来E12路的4台XML6700C。
- 2011年12月11日，由于深圳巴士集团二分公司要开行M301路（服装基地-沙湾检查站），E12路的8部SLK6753UF5G调至M301路，并从同车队的J1路和M207路抽取8部XMQ6116G来营运E12路。
- 2013年7月21日，由于深圳巴士集团二分公司车辆报废数量逐渐增多，E12路客流量也较低，且深圳巴士集团并没有运力补充计划，E12路全线更换为4部原来M221路的金旅中巴XML6700C，E12路的班次也减少一半，高峰期30分钟一班车，平峰期则120分钟一班车。
- 2013年11月30日，E12路一端始发站由安托山充电站调整至香梅北总站，所停靠的10对公交站台也公布了E12路的发车时间，以便市民乘车。
- 2018年12月1日，削減服務時間，只保留工作日早上繁忙时间西行大梅沙開往羅湖區及福田區的班次及下午繁忙时间東行福田區及羅湖區開往大梅沙的班次，並更名为高快巴士12路。[3][4]

## 客流量
- 此线由于收费较高（不设分段收费），且走线与E11等线路重合，导致其经常出现空车运行现象，即使在高峰期也是如此。也因抽调XMQ6116G此类高运量巴士被巴士迷批评为浪费资源。

## 资料来源
1. ↑  http://city.sz.net.cn/besttone/haobai/2009-10/19/content_1991825.htm%5B%5D E12、E13公交快线开通
2. ↑  .   [2011-01-29]. （原始内容存档于2016-03-04）. 一条公交快线只有一辆车
3. ↑  .   [2018-12-09]. （原始内容存档于2019-03-29）.
4. ↑  .   [2018-12-09]. （原始内容存档于2020-02-09）.